# James Priest
James M. Priest (zm. 16 maja 1883) – liberyjski wiceprezydent, polityk i misjonarz protestancki.
Urodził się jako niewolnik, w Kentucky w Stanach Zjednoczonych. Jego właścicielka, Jane Anderson Meaux, wyzwoliła go i umożliwiła zdobycie wykształcenia; wysłała go również do Liberii, aby na miejscu ocenił warunki, w których żyją osiedleni tam wyzwoleńcy. Po powrocie do USA Priest uzupełnił wykształcenie (1840-1843) i został misjonarzem prezbiteriańskim. W 1843 wyjechał na stałe do Liberii, korzystając z pomocy Amerykańskiego Towarzystwa Kolonizacyjnego. Pracował początkowo w King Will’s Town, później zaś w Greenville. Pełnił funkcję wiceprezydenta kraju podczas prezydentury Daniela Bashiela Warnera (1864-1868). W latach późniejszych był związany z liberyjskim Sądem Najwyższym.